# テキサス州東部地区連邦地方裁判所
テキサス州東部地区連邦地方裁判所（テキサスしゅうとうぶちくれんぽうちほうさいばんしょ）は、アメリカ合衆国テキサス州にある5つの支部からなる連邦地方裁判所。略称EDTX（Eastern District of Texas Federal Court）。

## 概要
テキサス州東部地区連邦地方裁判所は、近年、特許に関する裁判の原告側勝訴率が77%に達する高さで知られている。このため、特許関連の訴訟数は2003年の54件から2015年の2523件に急増。全米94の連邦地方裁判所の中でも首位を記録した。翌年の2016年は1654件に落ち込んだが、依然として全米１位の特許事件数を扱う連邦地裁である。特に、人口25,000人を上回る田舎町のマーシャル支部は、勝訴率が高いとされ、全米はもとより日本、韓国など世界各国から多くの関係者が被告および原告として訪れ、町の経済に大きな影響を与えるに至った。
連邦地方裁判所は、民事事件については、関連する連邦法規則等に反しない限り各連邦地裁に独自のローカルルールを定めることができる。特に、審理が複雑となる特許事件では特許訴訟に関する特別なローカルルール、ローカルパテントルールが定められることがある。当連邦地裁でもローカルパテントルールが定められている。